# Weißenbach (Grundlseer Traun)
Der Weißenbach ist ein Nebenbach der Grundlseer Traun bei Grundlsee und Bad Aussee im  Salzkammergut in der Steiermark.

## Lauf und Landschaft
Das Weißenbachtal befindet sich um die 5 Kilometer östlich von Bad Aussee, südwestlich von Grundlsee. Es erstreckt sich zwischen dem Türkenkogel-Kamm im Norden und dem Rötelstein-Massiv im Süden.
Der Weißenbach entspringt zwischen dem Türkenkogel-Gipfel (1756 m ü. A.) und dem Schnoderitzkogel (1545 m ü. A.) am Weißenbachsattel. Hier befinden sich die Zlaimmöser-Moore, aus denen auf die anderen Passseite auch der Zlaimgraben entspringt, der ins Hinterberger Tal zur Enns entwässert. Im Hochtal liegt – schon hinter der Wasserscheide, aber noch im Talzug – die Zleimalm, der Zlaimgraben bricht südlich dieser Alm durch die Geländekante und rinnt südwärts.
Der Weißenbach rinnt zuerst westwärts über die Weißenbachalm, wo der Eisengraben von der Teltschen am Schnoderitzkogel zufließt. Danach tieft sich der Graben zwischen den Zlaimkögeln nördlich und dem Rötelstein (1614 m ü. A.) südlich ein. Links oberhalb liegt der Ort Weißenbach. Der Bach wendet sich nordwestwärts, passiert rechts Zlaim und fließt dann durch den Ort Archkogl.
Bei Au mündet der Bach nach gut 6 Kilometern Lauf von links in die Grundlseer Traun, knapp nach dem Grundlsee. Die Grundlseer Traun gilt als Hauptpfad der Traun.

## Geologie und Natur
Der obere Weißenbachgraben gehört zu den Gosauer Schichten. Sie sind südlich einer West nach Ost durch das Tote Gebirge streichenden Störung (Salzsteiglinie) aufgeschlossen, die die Hallstätter Schichten im Süden von der Hauptdolomit-Masse des Toten Gebirges trennt.
Die Gosaukonglomerate bilden hier eine wasserstauende Schicht. Darauf hat sich ein Sattelmoor-Gebiet ausgebildet, teils in der Sattelmulde und teils am Fuß des Schnoderitzkogel. Das Moor wurde 2006 als Europaschutzgebiet Zlaimmöser-Moore/Weissenbachalm (Nr. 18) ausgewiesen.